# Winona County
Winona County er et county i den amerikanske delstat Minnesota. Winona County ligger i de sydøstlige del af delstaten og grænser op til Wabasha County i nord, Houston County i syd, Fillmore County i sydvest og mod Olmsted County i vest. Winona County grænser desuden op til delstaten Wisconsin i nordøst og øst, hvor floden Mississippi udgør en naturlig grænse.
Winona totale areal er 1.662 km² hvoraf 40 km² er vand. I 2000 havde Winona County 49.985 indbyggere. Det administrative center ligger i byen Winona som også er største by i countyet. 
Winona County har fået sit navn efter indianerkvinden Winona, som var kusine til høvdingen Wabasha.
43°59′N 91°46′V / 43.98°N 91.77°V